# Philipsburg
Philipsburg /ˈfilɪpsˌbʏr(ə)x/ es la capital de Sint Maarten, la parte neerlandesa de la isla de San Martín, situada sobre la Groot Baai («Gran Bahía»).

## Demografía
En 2004 tenía una población estimada en 17.000 habitantes. Para 2006, se estimó una población de 18.200 habitantes, su crecimiento poblacional es alto debido a la inmigración de dominicanos y haitianos.

## Lenguas
Las lenguas oficiales son el neerlandés y el inglés; sin embargo, es muy usual encontrar personas que hablan en español, francés, papiamento, sranan tongo y portugués.

## Galería

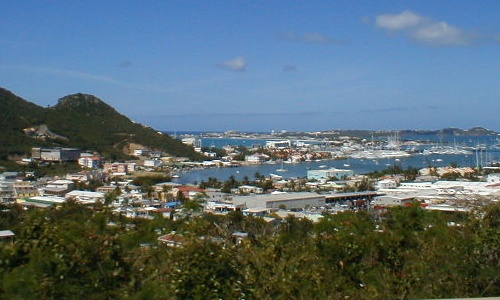
Philipsburg
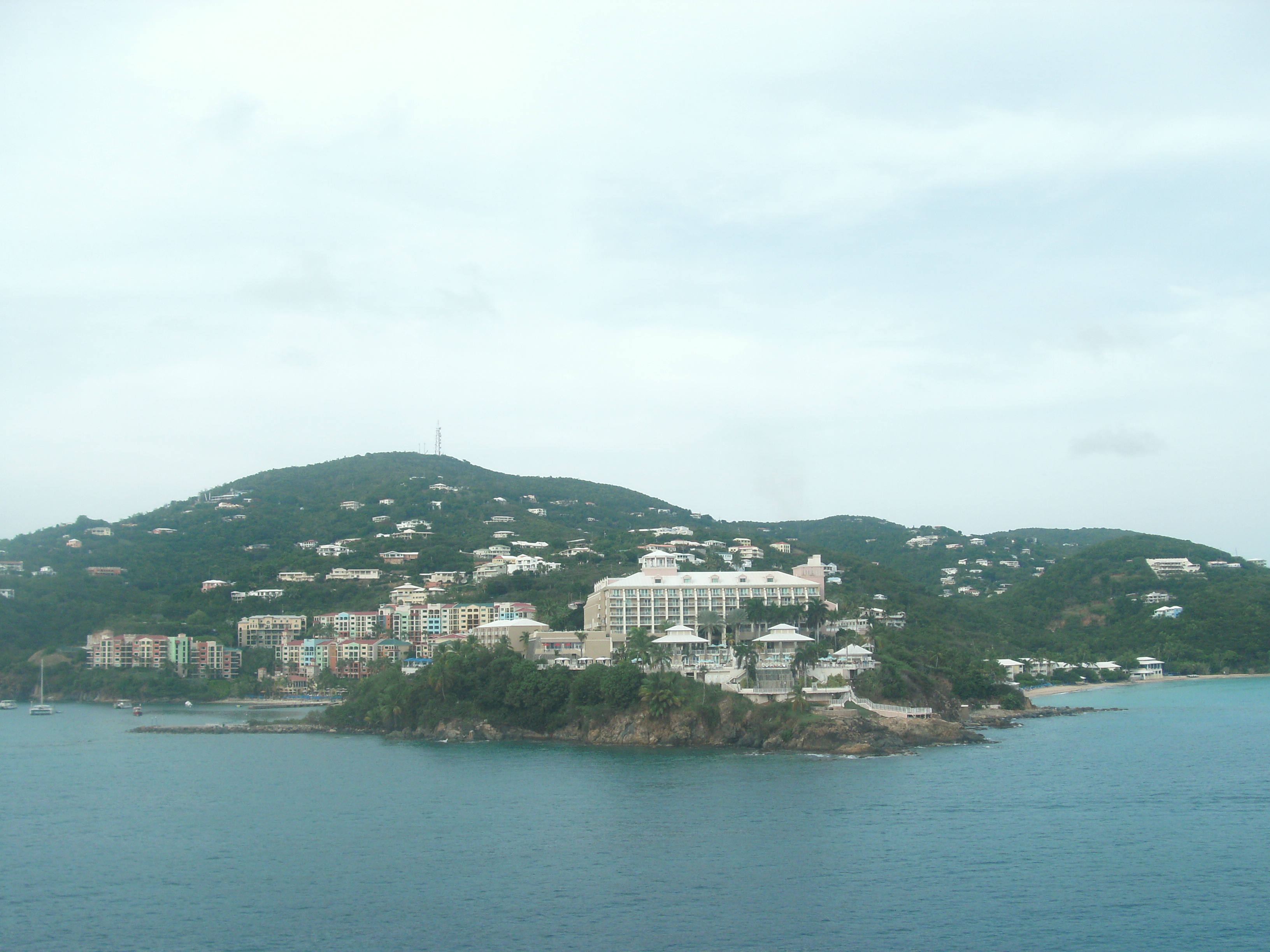

- Datos: Q30958
- Multimedia: Philipsburg, Sint Maarten / Q30958